# Neocatolaccus cratylus
Neocatolaccus cratylus is een vliesvleugelig insect uit de familie Pteromalidae. De wetenschappelijke naam is voor het eerst geldig gepubliceerd in 1847 door Walker.